# Paris-Roubaix de 2001
A 99.ª Paris-Roubaix teve lugar a 15 de abril do 2001 e foi vencida pelo holandês Servais Knaven.

## Classificação final
| Posição | Ciclista          | Equipa        | Tempo    |
| ------- | ----------------- | ------------- | -------- |
| 1       | Servais Knaven    | Domo          | 6h45'00" |
| 2       | Johan Museeuw     | Domo          | a 34"    |
| 3       | Romāns Vainšteins | Domo          | a 41"    |
| 4       | George Hincapie   | US Postal     | s.t.     |
| 5       | Wilfried Peeters  | Domo          | s.t.     |
| 6       | Ludo Dierckxsens  | Lampre-Daikin | s.t.     |
| 7       | Steffen Wesemann  | Deutsche Tel. | s.t.     |
| 8       | Andréi Chmil      | Lotto-Adecco  | a 2'35"  |
| 9       | Chris Peers       | Cofidis       | s.t.     |
| 10      | Rolf Sørensen     | CSC-Tiscali   | a 2'59"  |